# Бристоль (острів)
Острів Бристоль ( ісп. Isla Blanco або Isla Blanca) острів, що розташований між островами Монтегю та островами Туле у складі Південних Сандвічевих островах. Це єдиний масив суші на 59-й південній паралелі.
Серед географічних об'єктів острова варто відзначити Гаркер-Пойнт, Фраєр-Поїнт, Турмойл -Поїнт, Гавфруен-Пік, Трулла-Блафф, Гріндл-Рок, Вілсон-Рок, Фрізленд-Рок, Гору Сурабая, Гору Дарнлі та Протоку Форстерс.
Острів Бристоль складається з кількох діючих вулканів виверження яких були зареєстровані у 1823, 1935, 1936, 1950, 1956 і 2016 роках. 

## Історія
Він був відкритий британською експедицією під керівництвом Джеймса Кука в 1775 році і названий на честь морського офіцера Августа Герві, 3-го графа Бристоля. Першу зафіксовану висадку здійснив Карл Антон Ларсен у 1908 році.
Острів залишається безлюдним і перебуває під управлінням Сполученого Королівства як британська заморська територія у складі Південної Джорджії та Південних Сандвічевих островів. Разом з рештою Південних Сандвічевих островів на нього претендує Аргентина в особі департаменту Південноатлантичних островів (Islas del Atlántico Sur) провінції Вогняна Земля. Аргентина не намагалася окупувати острів під час Фолклендської війни.

## Галерея

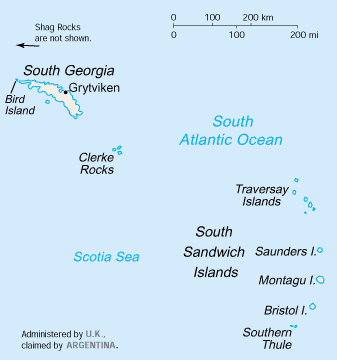
Острів Брістоль
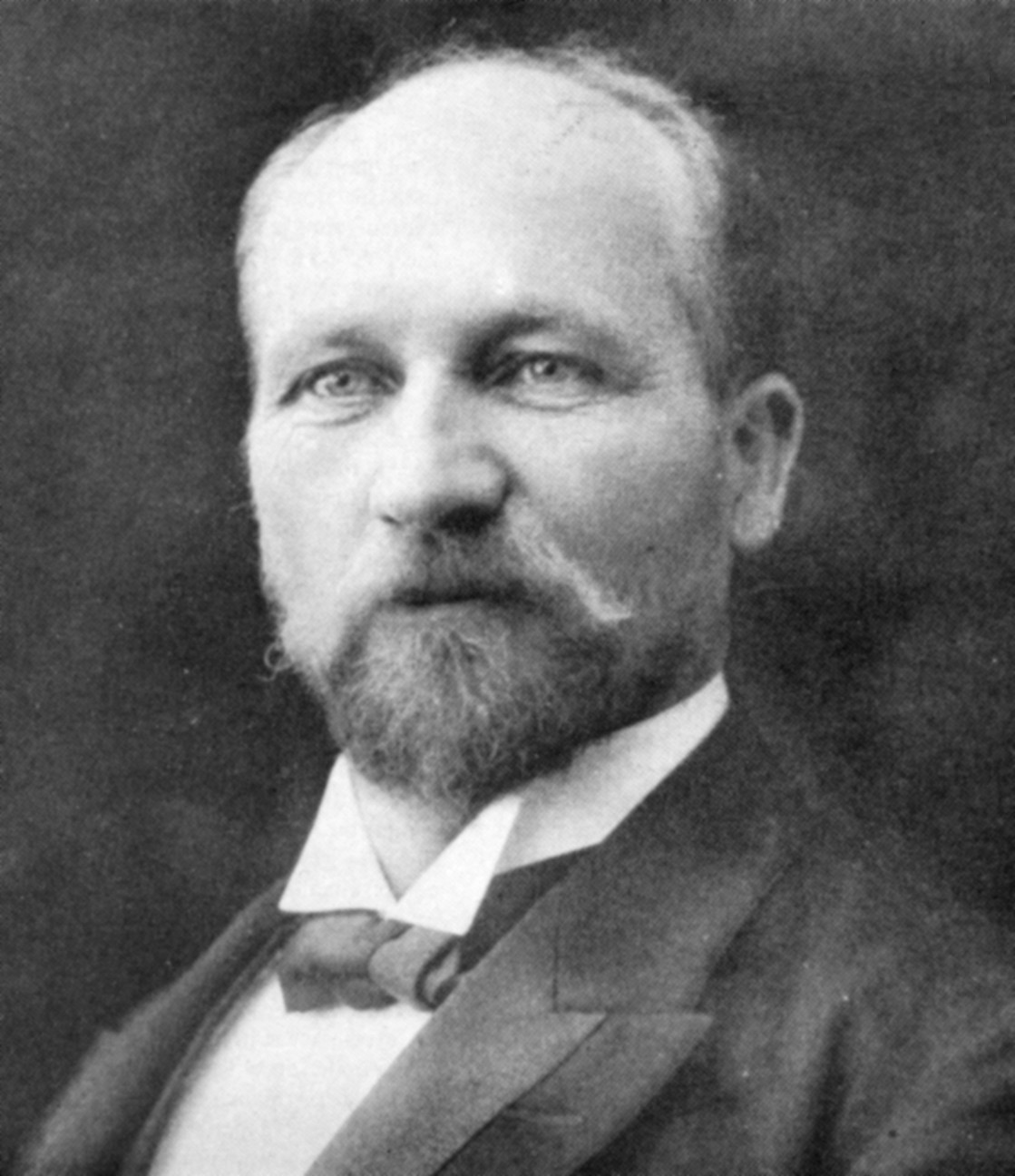
Капітан Карл Антон Ларсен

## Дивіться також
- Список антарктичних і субантарктичних островів
- Список вулканів Південних Сандвічевих островів

## Інші посилання
- Bristol Island. Global Volcanism Program. Смітсонівський інститут. (англ.)